# Fagonia latistipulata
Fagonia latistipulata là một loài thực vật có hoa trong họ Zygophyllaceae. Loài này được Beier & Thulin mô tả khoa học đầu tiên năm 2005.